# 中村貴浩
中村 貴浩（なかむら たかひろ、2000年4月9日 - ）は、福岡県筑後市出身のプロ野球選手（外野手、内野手）。右投左打。広島東洋カープ所属。

## 経歴

### プロ入り前
筑後市立松原小学校1年の時に松原ライオンズで野球を始め、筑後市立筑後北中学校時代は硬式野球（ヤングリーグ）の筑後ドジャースに所属していた。
九州国際大学高等学校では、1年夏にチームが第98回全国高等学校野球選手権大会に出場し、自身は背番号13でベンチ入りしたが試合出場はなかった。1年秋に二塁手のレギュラーを獲得し、3年時は「1番・三塁手」でチームを牽引したが、3年夏は北福岡大会2回戦で敗退した。高校時代の同級生に生海（甲斐生海）がいる。
九州産業大学では外野手に転向し、1年秋から試合に出場。3年秋のリーグ戦では本塁打王と打点王に輝いた。また3年秋には侍ジャパン大学代表候補選手の強化合宿メンバーに選出されている。大学時代の同級生に渡辺翔太、野口恭佑がいる。
2022年10月20日に行われたプロ野球ドラフト会議において広島東洋カープから育成ドラフト2位で指名を受け、11月15日に支度金319万円、年俸300万円（金額は推定）で仮契約を結んだ。背番号は123。

### 広島時代
2023年は、5月17日までにウエスタン・リーグで34試合に出場し、打率.276、3本塁打、20打点と結果を残して、同日に支配下契約を締結したことが発表された。背番号は97となり、契約金1000万円、年俸600万円となった（金額は推定）。5月19日の対阪神タイガース戦（阪神甲子園球場）にスタメンでプロ初出場。支配下契約2日後の大抜擢で準備が間に合わず、育成背番号ユニフォームのまま出場することとなった。初打席ではフェンス際への大飛球を放ち、同月23日の対中日ドラゴンズ戦（MAZDA Zoom-Zoom スタジアム広島）でプロ初安打、翌日24日の同カードでプロ初打点を記録するなど順調な滑り出しを見せたが、次第に相手投手に攻略され不調に陥り、11試合3安打、打率.115の成績で6月5日に二軍降格。再出発のファームでは7月のフレッシュオールスターに選出され攻守に活躍、9月16日のウ・リーグ戦では1試合2本塁打を放つなど復調。同月17日に再昇格すると、翌日18日の対中日戦（ナゴヤドーム）では2安打1打点と結果を見せたが、最終的には一軍15試合、打率.176、6安打0本塁打3打点の成績に留まった。シーズン後の秋季キャンプ中に行われた侍ジャパンとの練習試合ではソロ本塁打を放った。オフに、100万円増となる推定年俸700万円で契約を更改した。
2024年は春季キャンプを一軍スタートするも、二軍で開幕を迎える。7月19日に一軍昇格すると同日の対阪神戦（甲子園）で先発出場しシーズン初安打、8月4日の対中日戦（マツダ）では同学年の根尾昂から先制適時打を放つなど活躍を見せたが、8月11日に二軍降格。その後昇格することなく一軍成績は11試合で打率.208、5安打0本塁打3打点。ウエスタン・リーグでは80試合、打率.264、62安打0本塁打22打点であった。オフに、100万円増となる推定年俸800万円で契約を更改した

## 選手としての特徴
大学通算12本塁打の長打力が武器のスラッガー。広島の担当スカウトである末永真史からは長打力と肩の強さを評価されている。

## 詳細情報

### 年度別打撃成績
| 年 度     | 球 団     | 試 合 | 打 席 | 打 数 | 得 点 | 安 打 | 二 塁 打 | 三 塁 打 | 本 塁 打 | 塁 打 | 打 点 | 盗 塁 | 盗 塁 死 | 犠 打 | 犠 飛 | 四 球 | 敬 遠 | 死 球 | 三 振 | 併 殺 打 | 打 率 | 出 塁 率 | 長 打 率 | O P S |
| --------- | --------- | ----- | ----- | ----- | ----- | ----- | -------- | -------- | -------- | ----- | ----- | ----- | -------- | ----- | ----- | ----- | ----- | ----- | ----- | -------- | ----- | -------- | -------- | ----- |
| 2023      | 広島      | 15    | 37    | 34    | 3     | 6     | 1        | 0        | 0        | 7     | 3     | 1     | 0        | 0     | 1     | 1     | 0     | 1     | 10    | 2        | .176  | .216     | .206     | .422  |
| 2024      | 広島      | 11    | 25    | 24    | 4     | 5     | 0        | 0        | 0        | 5     | 3     | 0     | 0        | 1     | 0     | 0     | 0     | 0     | 5     | 1        | .208  | .208     | .208     | .417  |
| 通算：2年 | 通算：2年 | 26    | 62    | 58    | 7     | 11    | 1        | 0        | 0        | 12    | 6     | 1     | 0        | 1     | 1     | 1     | 0     | 1     | 15    | 3        | .190  | .213     | .207     | .420  |

- 2024年度シーズン終了時

### 年度別守備成績
| 年 度 | 球 団 | 外野  | 外野  | 外野  | 外野  | 外野  | 外野     | 外野 |
| 年 度 | 球 団 | 試 合 | 刺 殺 | 補 殺 | 失 策 | 併 殺 | 守 備 率 |      |
| ----- | ----- | ----- | ----- | ----- | ----- | ----- | -------- | ---- |
| 2023  | 広島  | 10    | 13    | 1     | 0     | 0     | 1.000    |      |
| 2024  | 広島  | 6     | 9     | 0     | 0     | 0     | 1.000    |      |
| 通算  | 通算  | 16    | 22    | 1     | 0     | 0     | 1.000    |      |

- 2024年度シーズン終了時

### 記録
初記録
- 初出場・初先発出場：2023年5月19日、対阪神タイガース7回戦（阪神甲子園球場）、「1番・右翼手」で先発出場[25]
- 初打席：同上、1回表に青柳晃洋から左飛[26]
- 初安打：2023年5月23日、対中日ドラゴンズ8回戦（MAZDA Zoom-Zoom スタジアム広島）、5回裏に福谷浩司から左前安打[27]
- 初打点：2023年5月24日、対中日ドラゴンズ9回戦（MAZDA Zoom-Zoom スタジアム広島）、3回裏に涌井秀章から右前適時打
- 初盗塁：2023年5月25日、対中日ドラゴンズ10回戦（MAZDA Zoom-Zoom スタジアム広島）、2回裏に二盗（投手：柳裕也、捕手：木下拓哉）

### 背番号
- 123（2023年[6] - 2023年5月16日）
- 97（2023年5月17日[7] - ）[注 1]